# Campolattaro

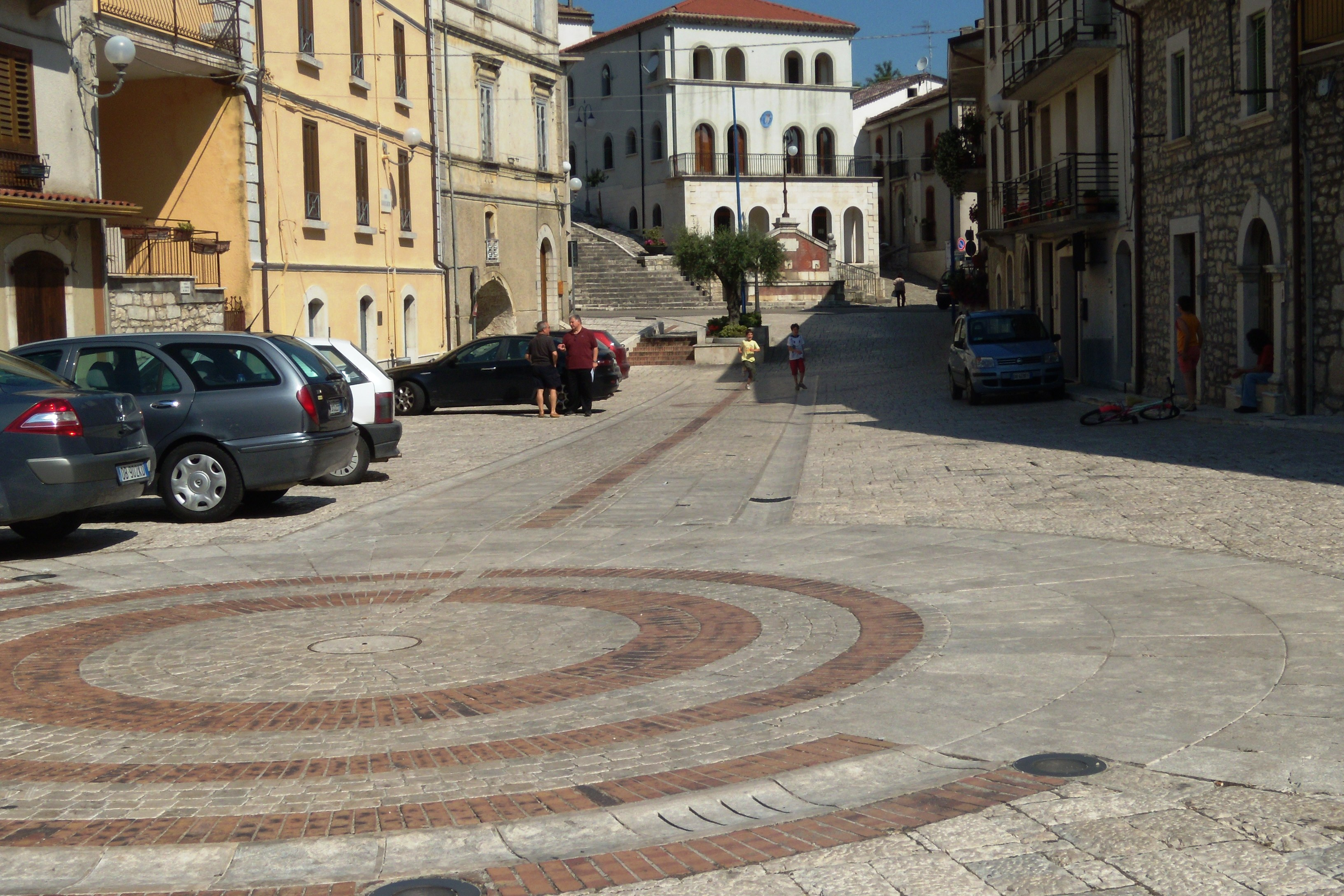
Campolattaro

Campolattaro ist eine Gemeinde in Italien in der Region Kampanien in der Provinz Benevento mit 975 Einwohnern (Stand 31. Dezember 2023). Sie ist Bestandteil der Bergkommune Comunità Montana Titerno e Alto Tammaro.

## Geographie

Lage von Campolattaro

Die Gemeinde liegt etwa 15 km nördlich der Provinzhauptstadt Benevento im Hügelland an der Ostseite des Monte Taburno. Die Nachbargemeinden sind Casalduni, Circello, Fragneto l’Abate, Fragneto Monforte, Morcone und Pontelandolfo. Die Ortsteile lauten Ladanza und Botticella.

## Wirtschaft
Die Gemeinde lebt hauptsächlich von der Landwirtschaft.

## Infrastruktur

### Straße
- Staatsstraße Benevento-Termoli

### Bahn
- Bahnstrecke Benevento–Campobasso

### Flug
- Flughafen Neapel